# Heterocerus dayremi
Heterocerus dayremi is een keversoort uit de familie oevergraafkevers (Heteroceridae). De wetenschappelijke naam van de soort is voor het eerst geldig gepubliceerd in 1921 door Peyerimhoff.